# Порца
Порца (італ. Porza) — громада  в Швейцарії в кантоні Тічино, округ Лугано.

## Географія
Громада розташована на відстані близько 155 км на південний схід від Берна, 20 км на південь від Беллінцони.
Порца має площу 1,6 км², з яких на 44,8% дозволяється будівництво (житлове та будівництво доріг), 14,9% використовуються в сільськогосподарських цілях, 40,3% зайнято лісами, 0% не є продуктивними (річки, льодовики або гори).

## Демографія
2019 року в громаді мешкало 1526 осіб (+5,5% порівняно з 2010 роком), іноземців було 22,7%. Густота населення становила 978 осіб/км².
За віковим діапазоном населення розподілялося таким чином: 18,5% — особи молодші 20 років, 60,4% — особи у віці 20—64 років, 21,2% — особи у віці 65 років та старші. Було 672 помешкань (у середньому 2,3 особи в помешканні).